# Керн (округ)
Керн — округ, расположенный в южной части Калифорнийской долины, штат Калифорния. Образованный в 1866 году округ простирается на восток за пределы южного склона хребта Сьерра-Невада в пустыне Мохаве и включает в себя долину Индиан-Уэлс и долину антилопы. По площади Керн почти размером с штат Нью-Джерси. От Сьерра-Невады округ простирается по долине Сан-Хоакин на восточном краю хребта Темблор. На юге территория Керна распространяется по гребню горы Техачапи.
По переписи 2000 года население округа Керн составляет 839 631 человек. Окружной центр — город Бейкерсфилд.
Округ имеет большую сельскохозяйственную базу и является крупным производителем нефти, природного газа, гидроэлектроэнергии, энергии от ветровых турбин и геотермальной энергии. В 2009 году в Керне насчитывалось 52,144 активных нефтяных месторождений. Округ входит в десятку крупнейших нефтедобывающих районов США и является третьим из пяти по величине месторождений в США.
Округ Керн также богат минеральными залежами, включая золото, бораты и кернит (это местный минерал класса боратов, получивший имя в честь Керна). Самый большой карьер Калифорнии по добыче буры расположен в округе Керн.
Из военных объектов в округе расположены авиабазы «Эдвардс» ВВС США и «Чайна-Лейк» (англ: Naval Air Weapons Station China Lake) ВМС США.
В Мохаве предприниматель Р.Брэнсон начинал работы по программе частных полётов в космос по программе SpaceShipTwo, там же предполагалось строительство частного космопорта, однако в итоге первый частный космопорт "Америка" был построен Брэнсоном в другом штате — Нью-Мексико.

## История
Округ Керн был сформирован в 1866 году из частей Лос-Анджелеса и округа Тулара. Своё название получил в честь Эдварда Керна, картографа в экспедиции Джона Фримонта в 1844 году. Нефтяная отрасль начала развиваться с 1894 года с открытием месторождения Мидвей-Сансет. 21 июля 1952 года в округе Керн произошло землетрясение магнитудой в 7.3 по шкале Рихтера.

## География
Согласно переписи 2000 года округ имеет общую площадь в 21 138 км², из которых 21 085 км² занимает суша и 53 км² вода.

### Загрязнение воздуха
Округ Керн страдает от сильного загрязнения воздуха Твёрдые частицы являются причиной плохой видимости, особенно в зимний период. Самой неблагополучной является восточная часть округа..

### Города

#### Населением свыше 300 000 человек
- Бейкерсфилд (окружной центр)

#### Населением свыше 50 000 человек
- Делано

#### Населением свыше 10 000 человек
- Арвин
- Макферленд
- Риджкрест
- Шафтер
- Техачапи
- Уоско

## Смежные округа
- Иньо — северо-восток
- Кингс — северо-запад
- Лос-Анджелес — юг[3]
- Монтерей — северо-запад
- Сан-Бернардино — восток
- Сан-Луис-Обиспо — запад
- Санта-Барбара — юго-запад
- Туларе — север
- Вентура — юг

## Демография
По переписи 2000 года в округе насчитывается 661 645 человек, 208 652 домохозяйства, и 156 489 семей, проживающих непосредственно в округе. Плотность населения равна 81 человеку на км². Расовый состав: 61,60 % белые, 6,02 % чёрные, 3,37 % азиаты, 1,51 % коренные американцы, 23,22 % другие расы и 4,14 % две и более рас.
В округе имеется 208 652 домохозяйства, в которых 42,2 % семей имеет детей в возрасте до 18 лет, имеется 54,6 % супружеских пар, 14,5 % женщин проживают без мужей, а 25,0 % не имеют семью. Средний размер домохозяйства равен 3.03, средний размер семьи 3.50.
Средний доход на домохозяйство составляет $35 446, а средний доход на семью $39 403. Мужчины имеют средний доход в $38 097, женщины $25 876. Доход на душу населения $15 760. 16,8 % семей или 20,8 % населения живут за чертой бедности, в том числе 27,8 % из них моложе 18 лет и 10,5 % от 65 лет и старше.
В округе 31,9 % населения в возрасте до 18 лет, 10,2 % от 18 до 24 лет, 29,80 % от 25 до 44 лет, 18,7 % от 45 до 64 лет, и 9,4 % от 65 лет и старше. Средний возраст составляет 31 год. На каждые 100 женщин приходится 105.3 мужчин, а на каждые 100 женщин в возрасте от 18 лет и старше приходится 105.3 мужчин.

## Политика
Керн на президентских выборах и выборах в Конгресс преимущественно республиканский округ. Последним кандидатом от Демократической партии, набравшим наибольшее количество голосов в округе, стал в 1964 году Линдон Джонсон. В собрании Конгресса Калифорнии округ является частью 20 и 22 районов, которые представляют демократ Джим Коста и республиканец Кевин Маккарти. В государственном собрании Керн является частью 30, 32, 34 и 37 округов, а в Сенате округ Керн — часть 16 и 18 районов. 4 ноября 2008 года 75,5 % избирателей проголосовали за внесение поправки в 8 пункт о запрете однополых браков в Калифорнии. По состоянию на апрель 2008 года в округе зарегистрировано 283,732 избирателя.

## Достопримечательности
- Парк штата Ред-Рок-Каньон